# Temporada de reggaetón 2
Temporada de reggaetón 2 es el tercer extended play del rapero argentino Duki. Fue publicado el 24 de junio de 2022 por la compañía discográfica SSJ Records y distribuido por Dale Play Records.

## Lanzamiento y recepción
El disco, salvo el último sencillo Givenchy, fue publicado el 24 de junio de 2022. Contó con las colaboraciones de Mora, De la Ghetto, Quevedo y Emilia Mernes. La presentación del disco se hizo en Barcelona, el día del 26 cumpleaños del cantante, coincidiendo con su gira por Europa.
En julio de 2024, Temporada de reggaetón 2 ya sumaba en Spotify más de 887 millones de reproducciones,  y el sencillo promocional del disco Givenchy, que se lanzó un mes más tarde de la publicación del EP, llegó al puesto 25.° de los más escuchados en la plataforma.

## Lista de canciones
| N.º   | Título                                             | Música                                | Duración |  |
| 1.    | «Amor bipolar» (con Mora)                          | Machael Angelo Cole, JahmarFelix Lara | 3:15     |  |
| 2.    | «Celosa»                                           | Zecca, Hooneyboos                     | 2:37     |  |
| 3.    | «Perreo bendito»                                   | Jowan, ICON, Sébastien Graux, Blow    | 2:39     |  |
| 4.    | «Si quieren frontear» (con De la Ghetto y Quevedo) | Slow Mike, YESAN                      | 3:20     |  |
| 5.    | «Esto recién empieza» (con Emilia Mernes)          | Big One                               | 2:26     |  |
| 6.    | «Antes de perderte»                                | Big One                               | 2:56     |  |
| 7.    | «La vuelta»                                        | YESAN                                 | 0:40     |  |
| 8.    | «Givenchy»                                         | Foreign Teck                          | 3:02     |  |
| 21:24 |                                                    |                                       |          |  |